# Grímur Hákonarson
Grímur Hákonarson (1977) è un regista e sceneggiatore islandese.
Il suo film Rams - Storia di due fratelli e otto pecore ha vinto il premio Un Certain Regard al Festival di Cannes 2015. 

## Filmografia parziale
- Varði Goes Europe (2002) (documentario)
- Last Words of Hreggviður (Sumarlandið) (2004) (cortometraggio)
- Slavek the Shit (Sumarlandið) (2005) (cortometraggio)
- Wrestling (Bræðrabylta) (2007) (cortometraggio)
- Sumarlandið (2010)
- Hreint hjarta (2012) (documentario)
- Rams - Storia di due fratelli e otto pecore (2015) (Hrútar)